# Philiris apicalis
Philiris apicalis är en fjärilsart som beskrevs av Tite 1963. Philiris apicalis ingår i släktet Philiris och familjen juvelvingar. Inga underarter finns listade i Catalogue of Life.